# 龍影閣
龍影閣（りょうえいかく）は、愛知県名古屋市熱田区の熱田神宮境内にある歴史的建築物。

## 概要
1878年（明治11年）に、總見寺（名古屋市中区大須）の境内に建設された博物館（工芸博物館、のち名古屋博物館）の施設である品評所として建てられたものである。
博物館の落成記念として開催された愛知県博覧会（9月15日から11月3日の50日間）の品評所として使用されたほか、2階は巡幸中に博覧会を視察した明治天皇の便殿としても使用された。
その後、1883年（明治16年）に名古屋博物館は改築され愛知県博物館と改称、1910年（明治43年）には付属館が取り壊され愛知県商品陳列館が新設されたが、品評所は明治天皇の聖蹟として遺され龍影閣と命名された。
それ以後龍影閣は文化事業などの会場として使用されたが、1932年（昭和7年）の都市計画により名古屋市西区の庄内公園内に移築された。そこでは青少年育成の修養道場として使用されたものの荒廃がひどく、1946年（昭和21年）には当時の渡辺製菓社長であった野原新太郎が愛知県に陳情し、建物を県より譲受け維持保存に務めた。
熱田神宮所有になったのは1968年（昭和43年）のことで、明治維新100年を記念して野原より寄贈・移築されたものである。
なお、建物は木造2階建の寄棟造で、2階には明治天皇の御座所が保存されている。造形の規範となっているものとして2001年（平成13年）4月24日に、国の登録有形文化財に登録されている。
また、2012年（平成24年）に改築が行われており、結婚式披露宴会場として使用されている。